# Dotation générale de décentralisation
Pour les articles homonymes, voir DGD.
La dotation générale de décentralisation (DGD) est une aide financière de l'État français aux collectivités territoriales.
L'article 102 de la loi du 2 mars 1982 a prévu que l'accroissement des charges résultant du transfert de compétences de l'État aux collectivités locales sera compensé par un transfert de ressources. La loi du 7 janvier 1983 a précisé que ce transfert simultané de ressources serait effectué, pour moitié au moins, par transfert d'impôts d'État et pour le solde par le versement d'une dotation budgétaire : celle-ci constitue la dotation générale de décentralisation (DGD).